# Islamisk vetenskap

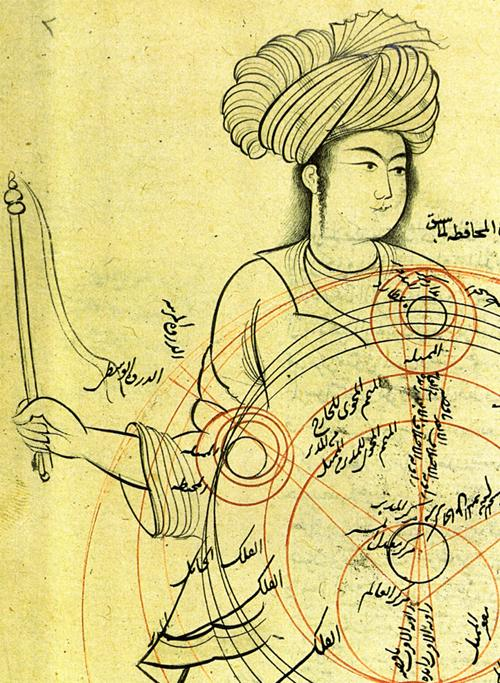
Foto av ett medeltida manuskript av Qutb al-Din al-Shirazi, persisk astronom. Bilden är en kritisk framställning av ”sfär-exercis” ur Ptolemaios Almagest.

Islamisk vetenskap eller arabisk vetenskap avser vetenskap i all mening som kan tolkas från Koranens uppmaning: ”Läs!" I snävare mening är det en term inom vetenskapshistoria, som syftar på den vetenskap som utvecklades i den muslimska världen före modern tid.

## Bakgrund
Att söka kunskap blev maktpåliggande för muslimerna – al-cilm farīda calā kull muslim wa-muslima – och liktydigt med att utforska Guds skapelse. Det unika med islam, till skillnad från de andra två abrahamitiska religionerna, är att någon officiell motsättning mellan tro och vetande aldrig existerat förrän i modern tid. Detta har delvis kopplats till profeten Muhammeds uttalanden om vikten av kunskap, såsom:  "Sök kunskap från vaggan till graven", "Det är obligatoriskt för varje man och kvinna att söka kunskap och "Sök kunskap även om det är i Kina". Inom det tidiga islamiska lärdomslivet spelade astronomi en framträdande roll, initialt nära förknippad med astrologi, följt av framsteg inom matematik, astronomi, medicin, etik och filosofi, tätt följd av matematik och filosofi med etik. 
Muslimska astronomer kom att förvalta och vidareutveckla den antika grekiska vetenskapen vilken i flera fall återfördes till Europa under senmedeltiden genom översättningar och kulturellt utbyte. Hithörande frågor behandlas inom arkeoastronomi.

## Den islamiska guldåldern (700–1200-tal)

### Vetenskap och institutioner
Den period som ofta benämns den islamiska guldåldern (mitten av 700-talet till mitten av 1200-talet) kännetecknades av betydande framsteg inom flera vetenskapsområden. Matematikern Muḥammad ibn Mūsā al-Khwārizmī anses ha grundat algebran som egen disciplin och införde det hinduarabiska talsystemet, inklusive siffran noll, vilket sedan spreds till Europa. Inom optiken utvecklade Alhazen (Ibn al-Haytham) experimentellt grundade teorier om ljus och syn, vilka presenterades i verket Kitāb al-Manāẓir (”Optikens bok”). I denna beskrev han bland annat ögats anatomi samt lagarna för ljusets reflektion och brytning. Hans arbete utövade inflytande på västerländska tänkare såsom Roger Bacon och Johannes Kepler. Inom medicin sammanställde Avicenna (Ibn Sīnā) det omfattande verket Canon medicinae, vilket blev ett standardverk vid flera europeiska universitet under medeltiden. Al-Rāzī (Rhazes) bidrog med kliniska studier, bland annat om barnsjukdomar, och hans skrifter översattes till latin av Gerard av Cremona under 1100-talet. Tekniska och mekaniska innovationer förekom också. Bröderna Banū Mūsā, verksamma vid Vishetens hus i Bagdad, beskrev i sitt verk Book of Ingenious Devices flera typer av automatiserade maskiner och tekniska konstruktioner.
En central institution för denna vetenskapliga utveckling var Bayt al-Hikmah (”Vishetens hus”) i Bagdad – ett bibliotek och forskningscentrum under det abbasidiska kalifatet. Här översattes texter från grekiska, persiska och indiska traditioner till arabiska. Bland de framstående vetenskapsmän som var aktiva där återfanns al-Khwārizmī och bröderna Banū Mūsā, som båda bidrog med teoretiska och praktiska innovationer. Institutioner som Bayt al-Hikmah, samt senare bibliotek i Córdoba och Kairo, blev viktiga centra för både översättning och egen vetenskaplig produktion.

### Påverkan på Europa
Den islamiska vetenskapliga traditionen kom att påverka den europeiska renässansen genom översättningar av arabiskspråkiga verk till latin. Flera muslimska skrifter, däribland Avicennas och al-Rāzīs medicinska texter, användes i undervisningen vid europeiska universitet. Även matematiska idéer såsom algebra och det hinduarabiska talsystemet infördes till Europa via översättningar under hög- och senmedeltiden vilket lade grunden för den vidare vetenskapliga utvecklingen under renässans och tidig modern tid. Alhazens arbeten om optik och astronomi studerades av renässansens astronomer, medan matematiska idéer såsom algebra och det hinduarabiska talsystemet förmedlades via översättningar under hög- och senmedeltiden och bidrog till utvecklingen av vetenskapen i Europa.

## Islamisk vetenskap och modern tid
Ett antal namnkunniga västerländska vetenskapsmän som Fielding H. Garrison, Bertrand Russell, Abdus Salam och Hossein Nasr menar att modern vetenskap och vetenskaplig metod har i hög grad inspirerats av muslimska lärde som introducerade ett modernt empiriskt, experimentellt och kvantitativt grepp på vetenskaplig utredning. Vissa, i synnerhet Donald Routledge Hill, Ahmad Y Hassan, Abdus Salam, och George Saliba, har omtalat det de åstadkom som en muslimsk vetenskaplig revolution, fastän detta inte motsade den traditionella synen på den “vetenskapliga revolutionen”, som fortfarande har stöd bland flertalet lärde.
Ehsan Masood skrev nyligen en bredvidläsningsbok i ämnet i samband med en dokumentärserie på BBC Television 2009 i tre delar presenterade av Jim Al-Khalili, professor i teoretisk fysik vid Surreys universitet.